# 斯蒂克尼 (南达科他州)
斯蒂克尼（英語：Stickney），是美国南达科他州下属的一座城市。根据2010年美国人口普查，该市有人口282人。论人口在本州排行第158。